# Diamond DART-450
Le Diamond DART-450 est un avion construit par l’avionneur autrichien Diamond Aircraft. Il est destiné à la voltige aérienne, à l'entraînement et à la reconnaissance.

## Histoire
Le DART (Diamond Aircraft Reconnaissance Trainer) est présenté en 2015.
Diamond est racheté en 2016-2017 par la société chinoise Wanfeng Aviation, et celle-ci a collaboré avec l’avionneur russe Ural Works of Civil Aviation (en) (UZGA) pour « russifier » le DART, donnant naissance à l’UTS-800.

### Premier vol
Il a lieu le 17 mai 2016.

### Mise en service
Actuellement[Quand ?], aucun appareil n'a été commandé.
Le UTS-800 employant, pour les appareils de série, une turbine russe VK-800S développant 806 cv effectue son premier vol le  28 octobre 2023, le prototype ayant un General Electric H-Series (en) H80, les deux premiers exemplaires livrés à l'armée de l'air russe le 28 décembre 2024 pour essais.